# ایستگاه کاواساکی

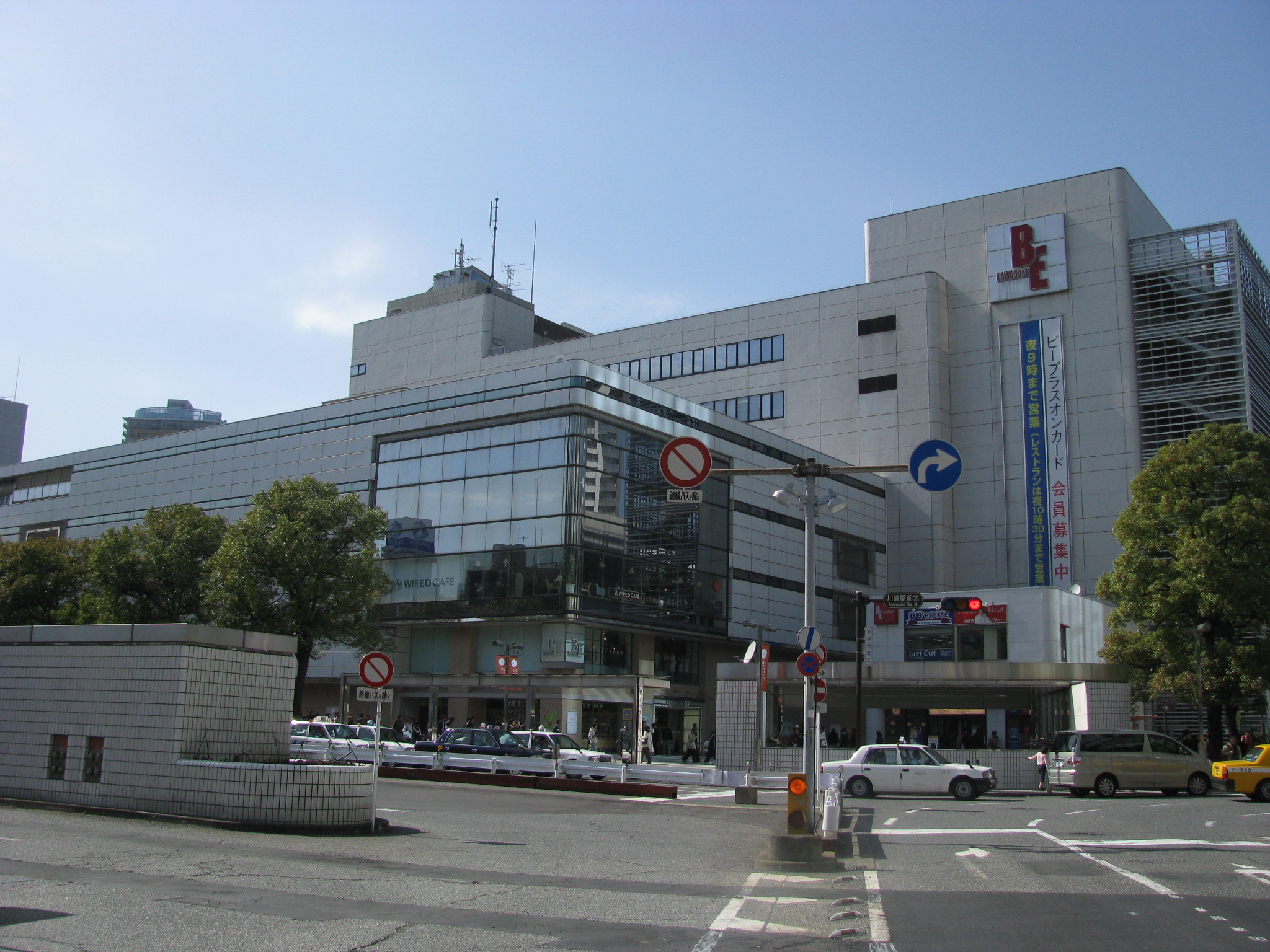
ایستگاه کاواساکی.

ایستگاه کاواساکی (به ژاپنی: 川崎駅, Kawasaki-eki) ایستگاهی است که در شهر کاواساکی در استان کاناگاوا در ژاپن واقع شده‌است. کاواساکی یک ایستگاه از ایستگاه‌های شرکت راه‌آهن شرق ژاپن یا شرکت راه‌آهن شرق ژاپن به شمار می‌آید. 

## خط‌هایی که در ایستگاه کاواساکی توقف دارند
- جی‌آر
  - خط که‌ایهین-توهوکو
  - خط اصلی توکایدو
  - خط نانبو